# Waldolwisheim

Waldolwisheim este o comună în departamentul Bas-Rhin, Franța. În 1 ianuarie 2022 avea o populație de 551 de locuitori.